# Pi Aurigae

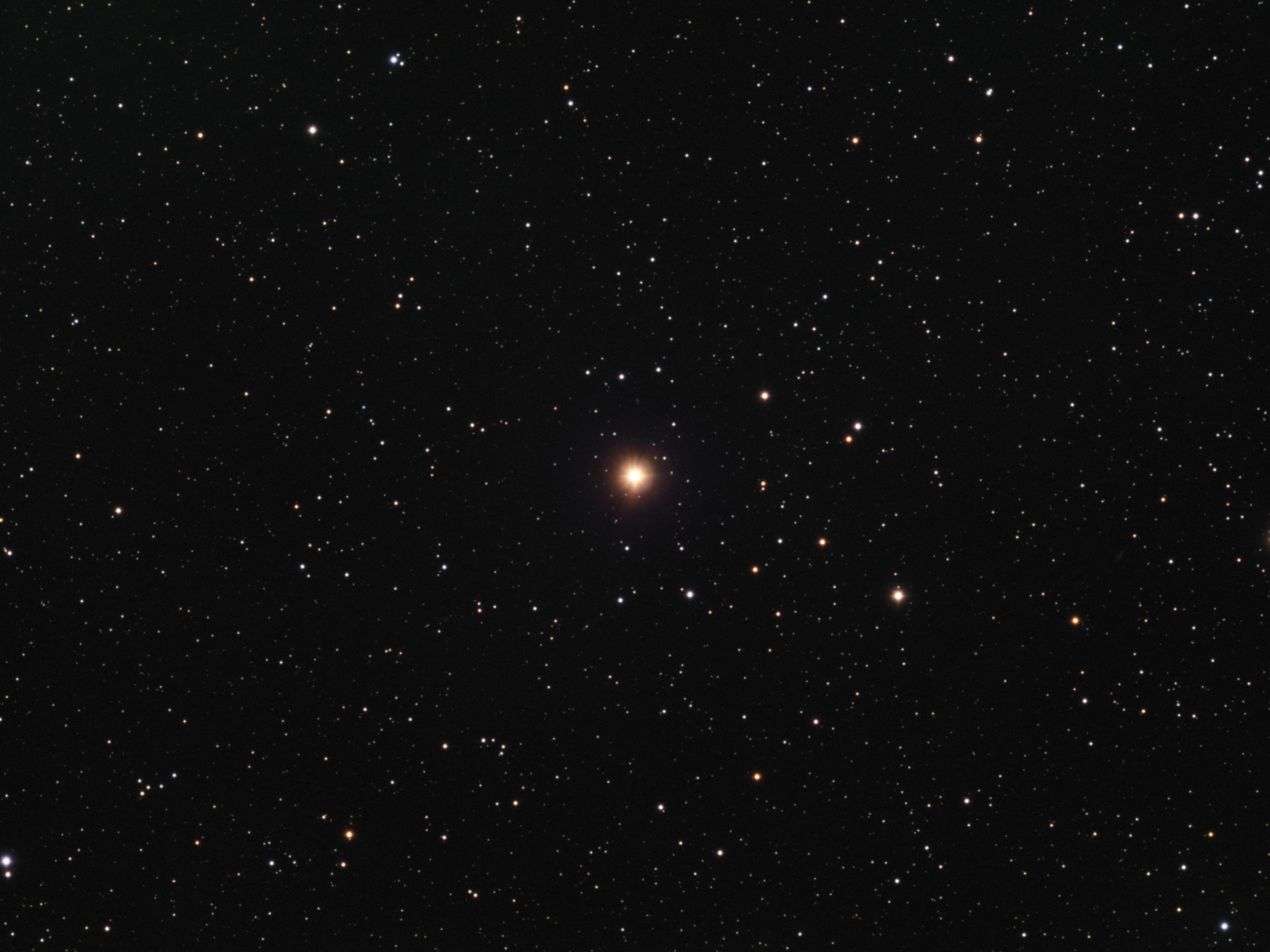
π Aurigae (Bildmitte) im optischen Licht

π Aurigae (Pi Aurigae, kurz π Aur) ist ein dem bloßen Auge relativ lichtschwach erscheinender rötlicher Stern im Sternbild Fuhrmann, etwa ein Grad nördlich des deutlich helleren Sterns Menkalinam gelegen. Er ist ein Einzelstern und besitzt eine leicht variable scheinbare Helligkeit, die in unregelmäßigen Intervallen zwischen etwa 4,24m und 4,40m schwankt. Gemäß dem zeitlichen Verlauf seiner Lichtschwankungen wird er als Langsam unregelmäßig veränderlicher Stern der Untergruppe Lb klassifiziert. Nach Parallaxen-Messungen der Raumsonde Gaia ist π Aur circa 720 Lichtjahre von der Erde entfernt. In dieser Distanz wird seine scheinbare Helligkeit um etwa 0,54m durch die von interstellarem Staub verursachte Extinktion geschwächt.
Als Heller Riese der Spektralklasse M3.5 II besitzt π Aur eine für einen Stern relativ kühle Photosphäre, die eine effektive Temperatur von 3525 Kelvin aufweist. π Aur begann seine Existenz vor rund 100 Millionen Jahren als heißer Hauptreihenstern der Spektralklasse B, verbrannte aber mittlerweile den Wasserstoffvorrat in seinem Inneren zu Helium und dieses weiter zu Kohlenstoff sowie Sauerstoff und expandierte auf seinen heutigen Durchmesser von ungefähr 219 Sonnendurchmessern. Dieser aus der Temperatur und Leuchtkraft von rund 6630 Sonnenleuchtkräften errechnete Wert des Durchmessers von π Aur stimmt gut mit dem sich durch direkte Messung seines Winkeldurchmessers ergebenden Wert überein. Durch einen heftigen Sternwind wird π Aur seine gesamte Außenhülle verlieren; das freigelegte Innere wird sich schließlich zu einem massereichen Weißen Zwerg entwickeln.